# Неогублений голосний переднього ряду високосереднього підняття
Неогублений голосний переднього ряду високо-середнього піднесення (англ. Close-mid front unrounded vowel) — один з голосних звуків, другий з основних голосних звуків.
Інколи називається неогубленим переднім високо-середнім голосним.
- У Міжнародному фонетичному алфавіті позначається як [e].
- У Розширеному фонетичному алфавіті SAM позначається також як [e].

## В українській мові
В українській мові [e] є алофоном звука [ɛ] у ненаголошеному стані — він наближається у вимові до [ɪ].